# 岡山医療技術専門学校
岡山医療技術専門学校（おかやまいりょうぎじゅつせんもんがっこう）とは、岡山県岡山市北区にあった医療系の専門学校。理学療法士・作業療法士を3年制、医療事務を1年制で養成していた。

## 運営
- 学校法人本山学園

## 設置学科
- 理学療法学科（昼間・3年制）

　取得資格：理学療法士（受験資格）、福祉住環境コーディネーター、キネシオテーピングトレーナー、専門士　
- 作業療法学科（昼間・3年制）

　取得資格：作業療法士（受験資格）、福祉住環境コーディネーター、キネシオテーピングトレーナー、専門士　
- 医療事務学科（昼間・1年制)

　取得資格：診療報酬請求事務能力認定試験、医療事務技能審査試験（メディカルクラーク）、ケアクラーク技能認定試験、調剤報酬請求事務技能認定、医療秘書技能認定試験、医事オペレーター技能認定試験、サービス接遇検定、マイクロソフトスペシャリスト

## 沿革
- 1992年（平成4年）4月 - 岡山健康医療技術専門学校（現：岡山医療技術専門学校）開校
- 2002年（平成14年）4月 - 岡山医療技術専門学校に改称、岡山市北区大供3-2-18に移転
- 2020年（令和2年）4月 - 岡山医療専門職大学　健康科学部開学
- 2022年（令和4年）3月 - 閉校[1][2]

## 所在地
- 岡山県岡山市北区大供3-2-18

## 姉妹校
- 岡山医療専門職大学（後継校）
- 西日本調理製菓専門学校
- インターナショナル岡山歯科衛生専門学校